# Phước Hòa, Nha Trang
Phước Hòa là một phường cũ thuộc thành phố Nha Trang, tỉnh Khánh Hòa, Việt Nam.

## Địa lý và dân số
Phường Phước Hòa có diện tích 0,94 km², dân số năm 2019 là 12.073 người, mật độ dân số đạt 12.843 người/km². Phường Phước Hòa có vị trí địa lý:
- Phía Đông giáp phường Tân Lập và phường Phước Tiến.
- Phía Tây và phía Nam giáp phường Phước Hải.
- Phía Bắc giáp phường Phước Tân.

## Lịch sử
- Tháng 9 năm 1975, quận 1 và quận 2 được hợp nhất lại với 17 phường, phường Phước Hòa (cũ) được thành lập.[4]
- Ngày 31 tháng 12 năm 1976, UBND Thành phố Nha Trang tách phường Phước Hải (cũ) thành phường Phước Hòa và phường Phước Hải.[2]

## Kinh tế
Thu ngân sách của phường Phước Hòa năm 2021 là 4.878 triệu đồng, đạt 64,48% so với kế hoạch đề ra.